# 双胴船

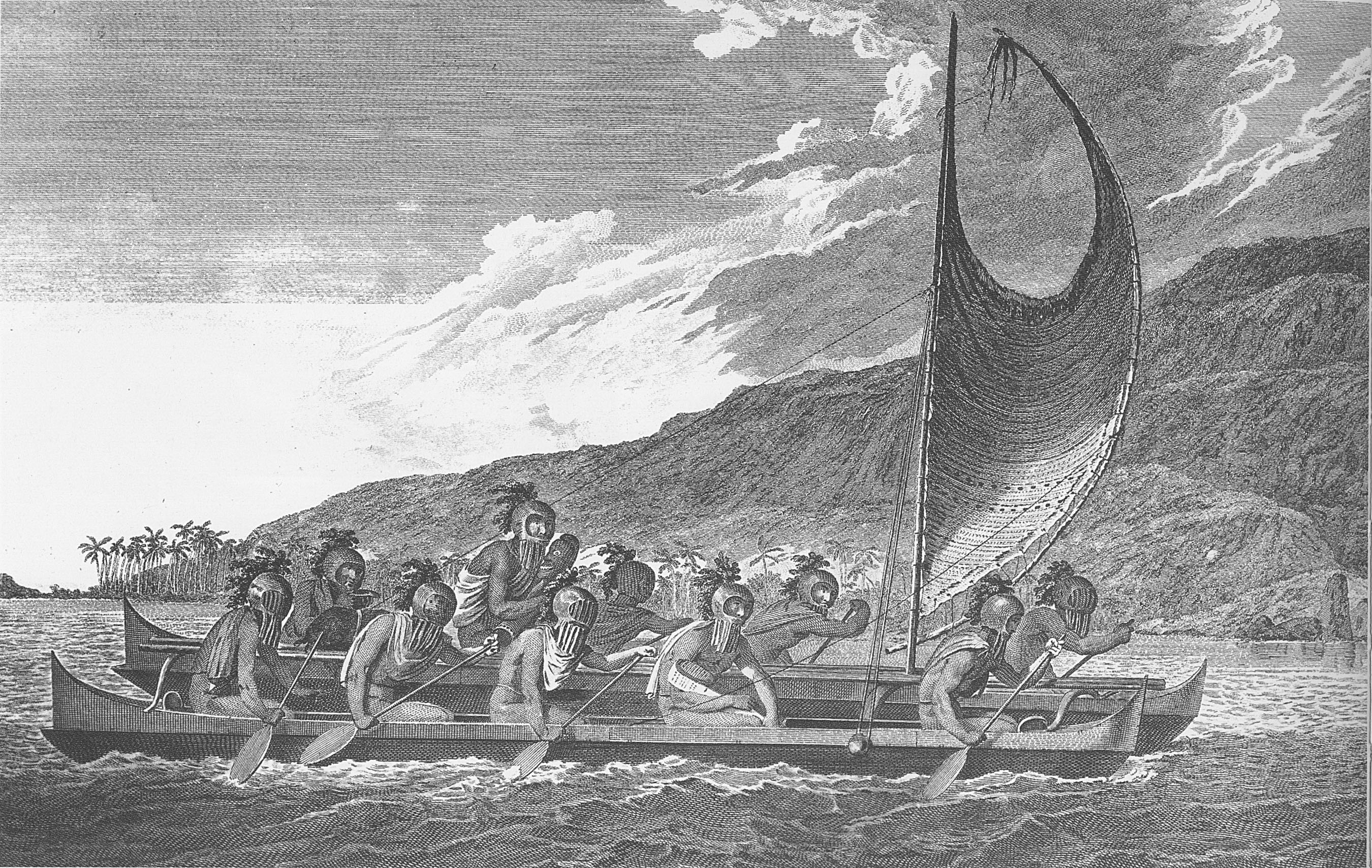
ポリネシアの双胴船

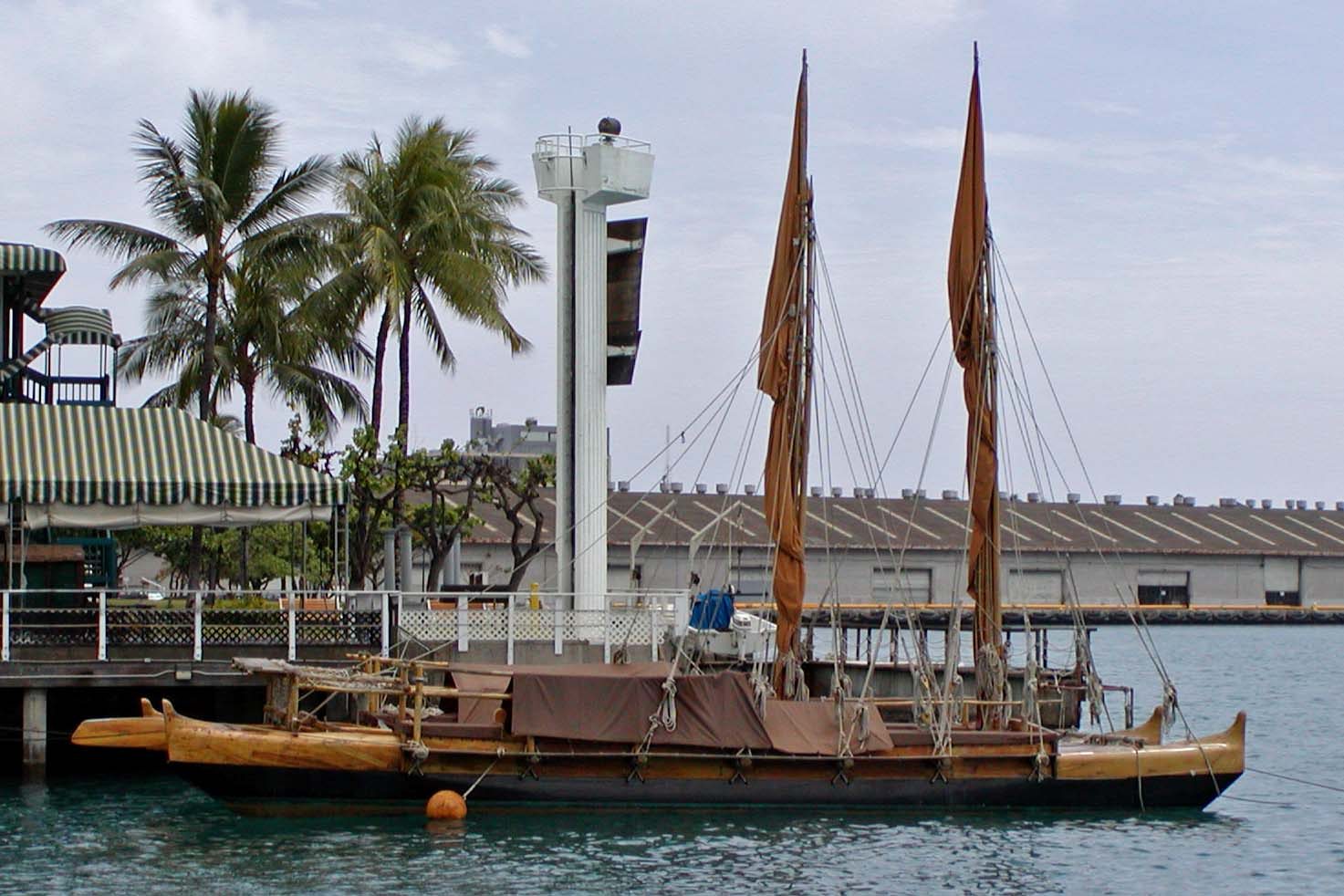
ハワイイロア

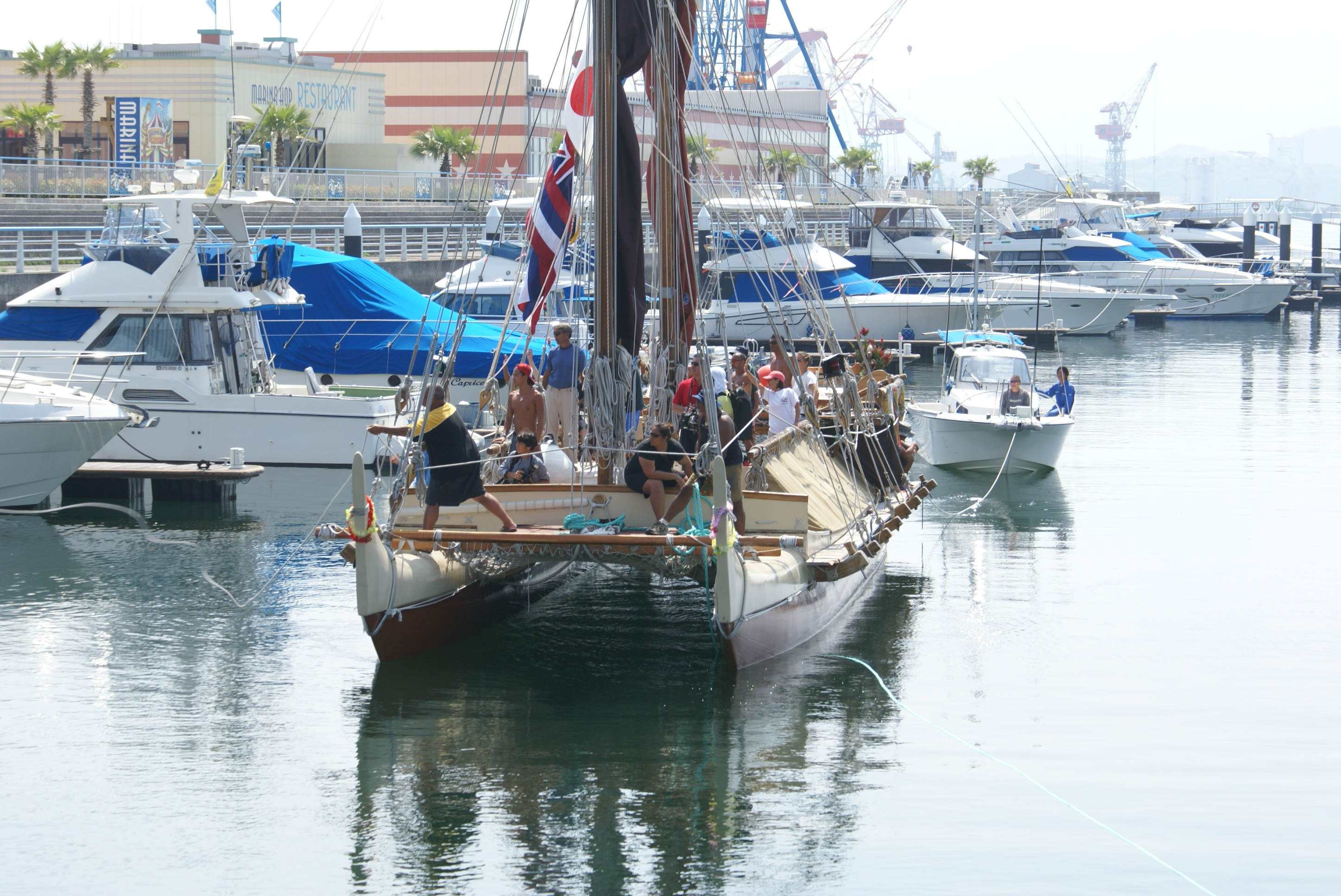
ホクレア

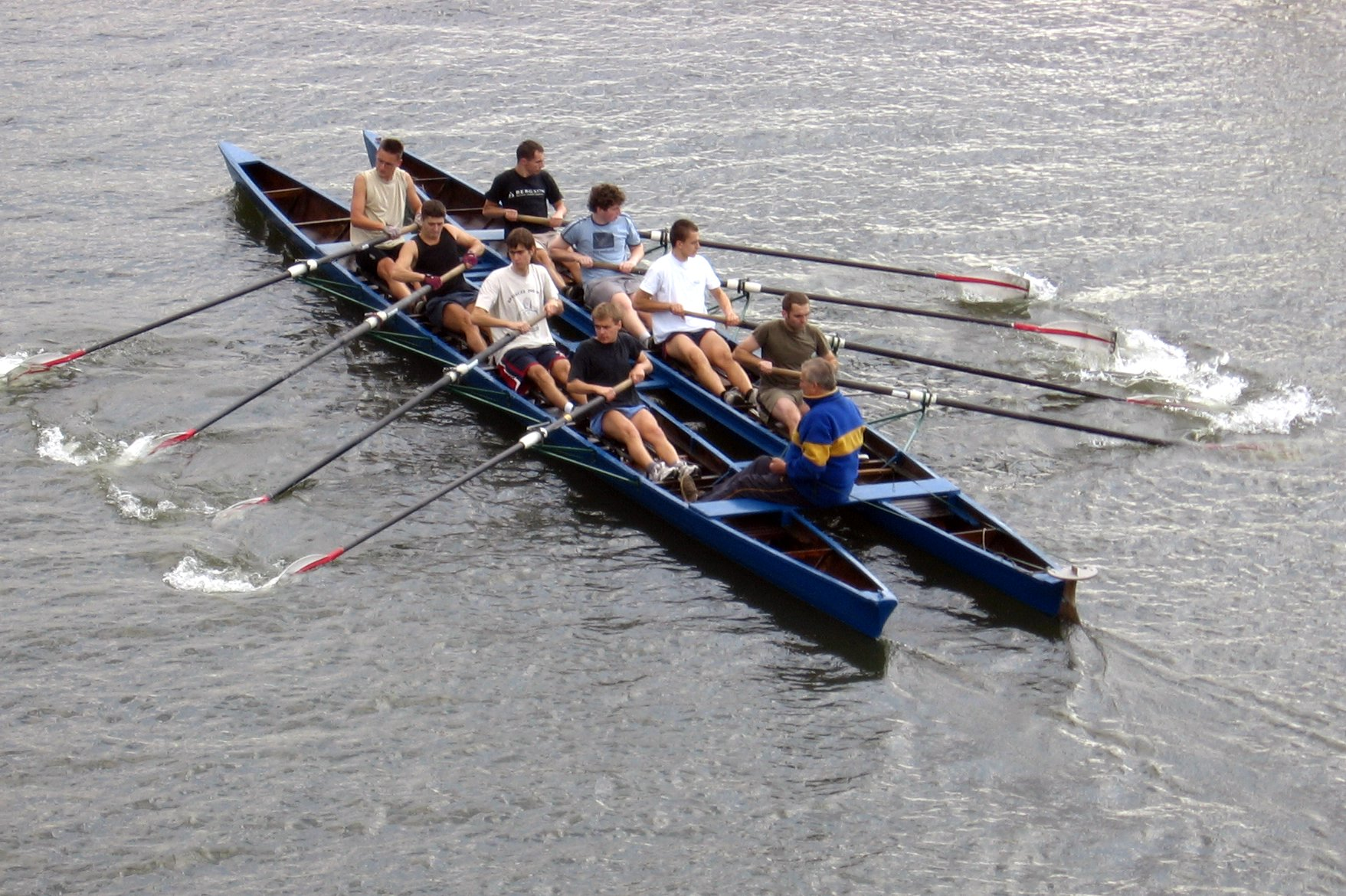
双胴船での漕ぎ手の練習

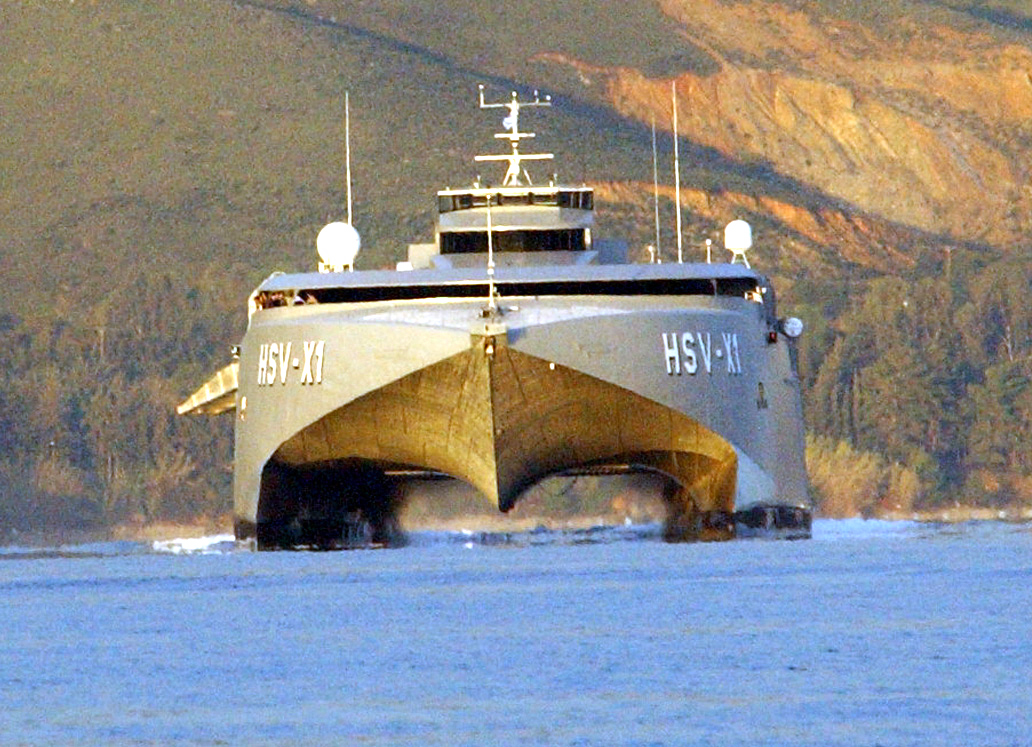
"HSV-1 Joint Venture" 実験用の巨大なウェーブ・ピアーサー型軍用高速双胴船

SWATH船型と従来の双胴船の比較

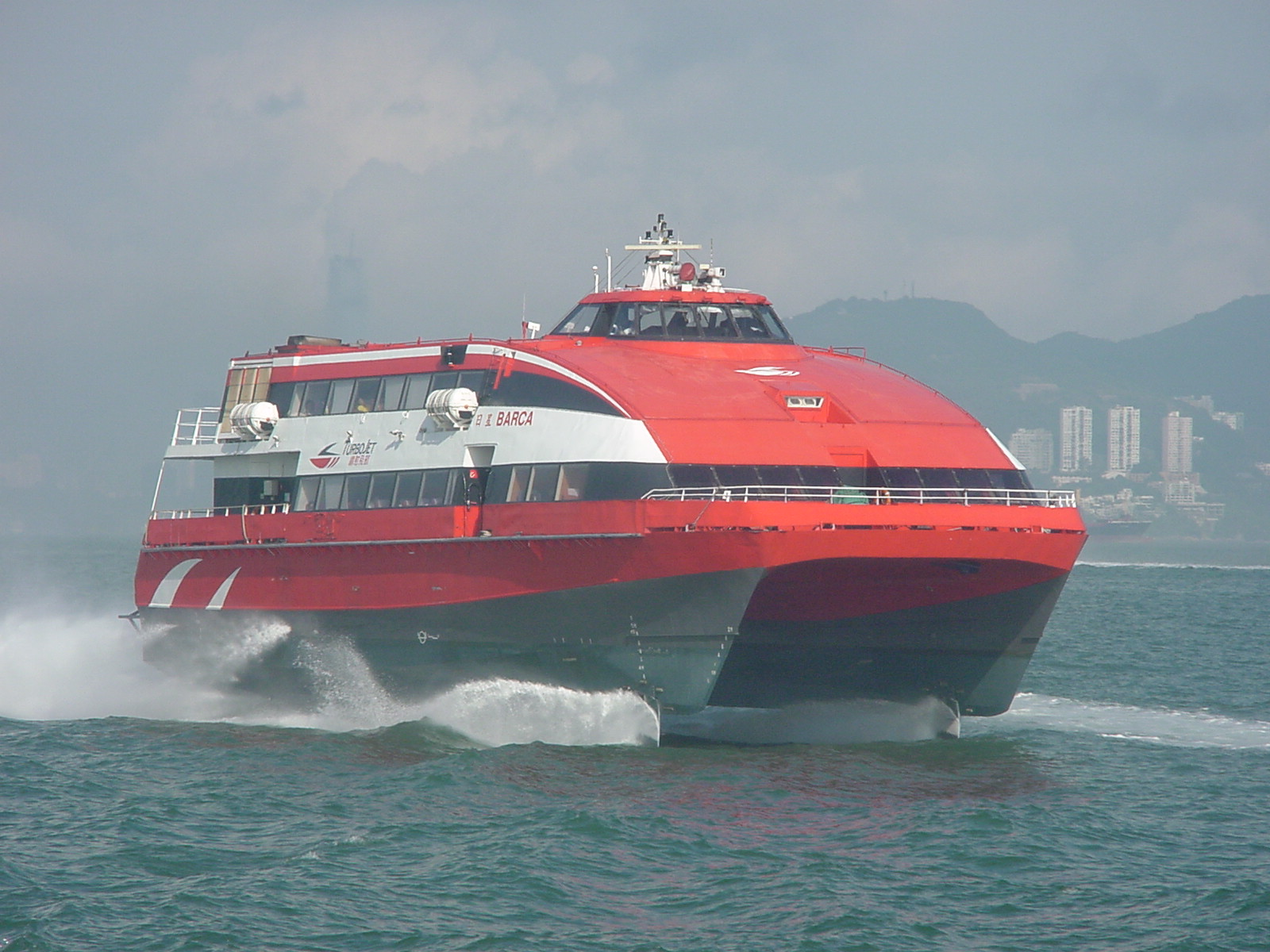
噴射飛航の日星 Foilcat

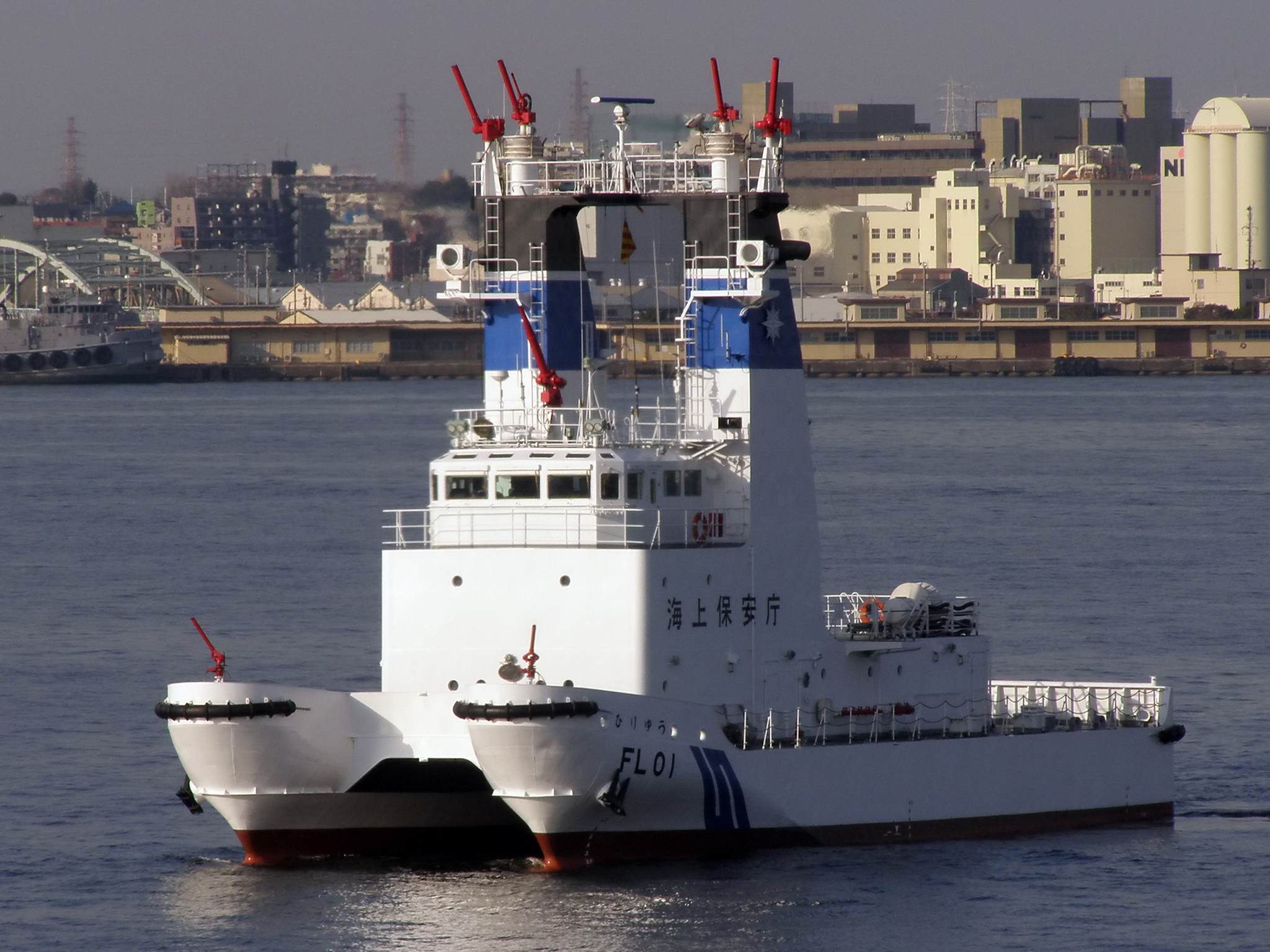
海上保安庁のひりゆう型消防船

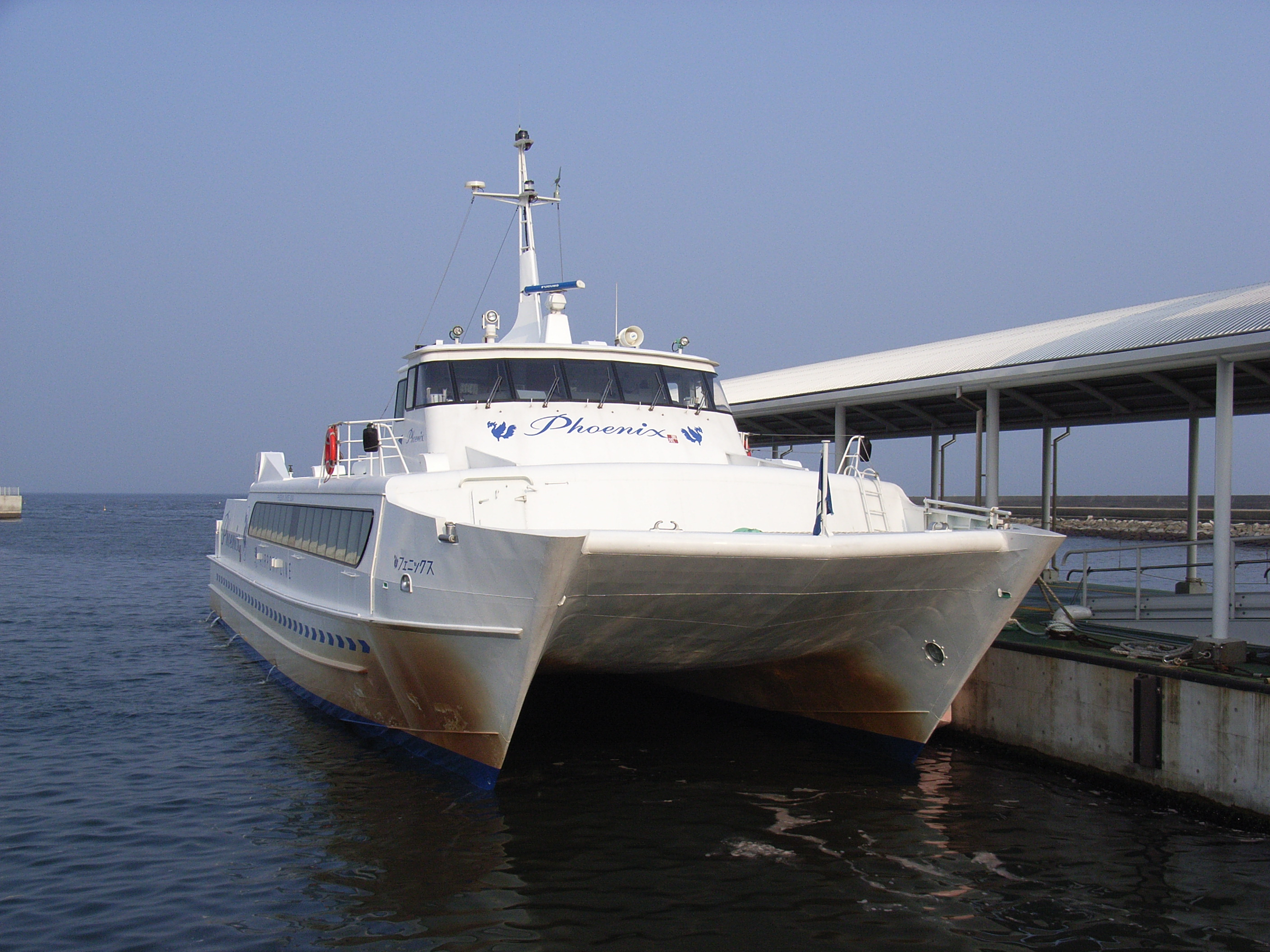
津エアポートラインのフェニックス

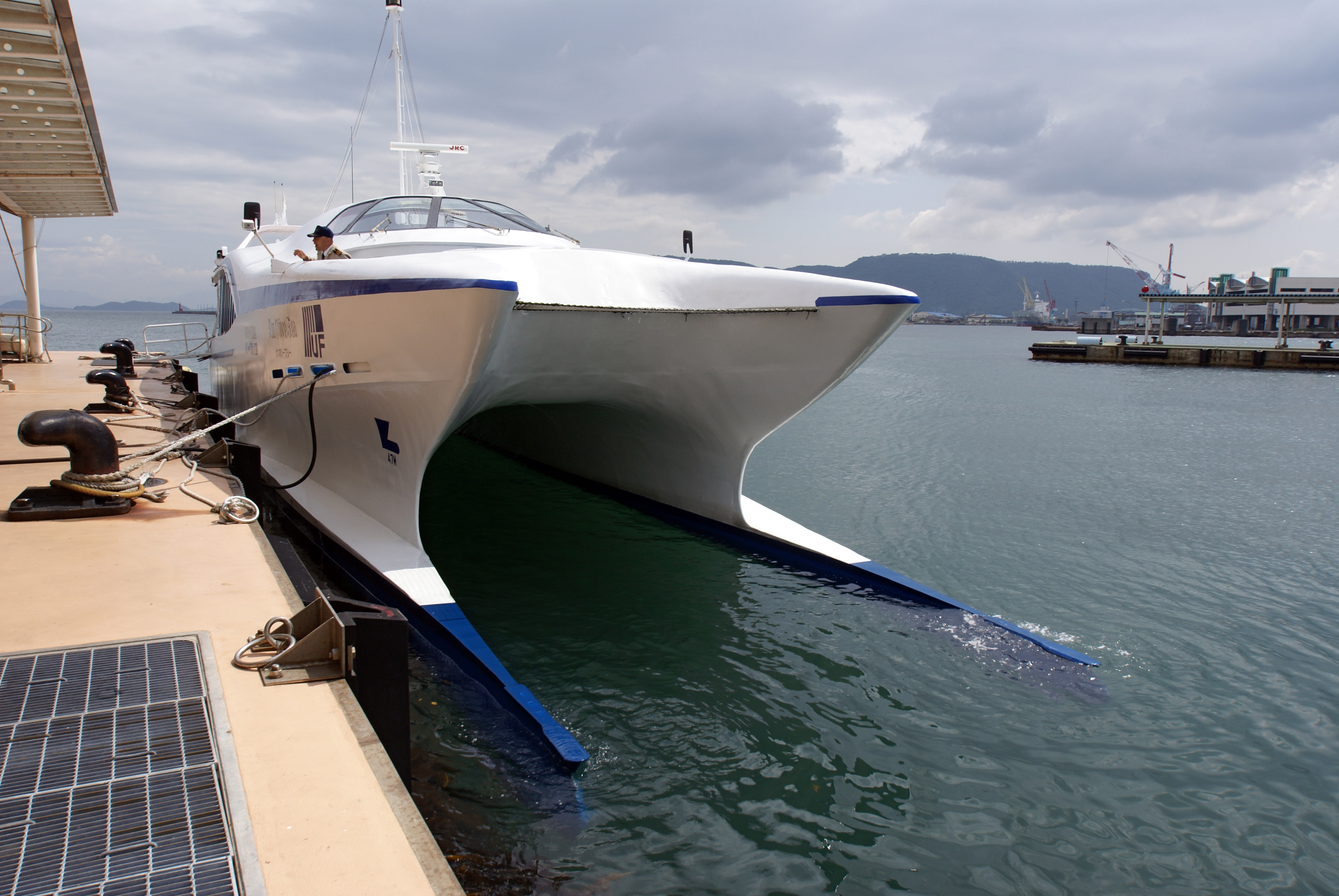
内海フェリーのサンオリーブシー

双胴船（そうどうせん、カタマラン、catamaran）とは、2つの船体（ハル、Hull）を甲板で平行に繋いだ船。

## 歴史
古くから用いられている双胴船に南太平洋ポリネシア原住民のカタマランがある。このタイプの舟はオーストロネシア人の移住によってスリランカにも定着したと考えられている。
英語などのヨーロッパの言語では、双胴船を指す単語はカタマランに由来するものが多い。英語のカタマランはタミル語でシングル・アウトリガーカヌーを意味するKattumaramに由来する。

## 特徴
2艘の船をつないだ形状であることから、下部船体を細長くしても広いデッキ（甲板）が作れる。これにより安定性が高くて傾き（ヒール）が小さく、また水面下の船体形状を細長く出来ることから巡航速度を高くすることができるため、外洋ヨットのデザインとして採用されることも多いが、モノハル（Mono-hull）と呼ばれる単胴型の通常のヨットに比べるとヒールには強いものの、一旦転覆すると転覆したまま「安定」してしまうので復原性が悪くなるデメリットがある。
また、旋回などの運動性能が劣るため、軍艦などには不向きとされてきたが、近年では、流体力学を用いた船舶工学の発展により、高速化・低燃費化に成功した。
双胴船の考えは古くからあったが、これまでの木製・鋼鉄製の船体では、2つの下部船体とそれらを結合する上部船体により多くの構造部材を必要としており、また水との接触面積が広くなるために抵抗が増す不利もあるため、単胴船二隻に比べて総合的に優位に立つことが出来なかったが、小水線面積双胴船(SWATH)船型の採用や20世紀末頃から軽量なアルミ合金やFRP製の船体が使用可能になると、高速航行が求められる観光船やカーフェリーといった客船を中心に実用的な船が作られている。一方で海域によっては単胴型とは異なる双胴船独特の揺れが生じ乗客が船酔いしやすい場合もある。
最近のアメリカスカップなどではACCのように炭素繊維を用いて軽量に作られた双胴船の左右にL字型の水中翼（ダガーボード）を設置し、高速時には船体を完全に浮上させて戦われるようになった。これと翼状のセール（ウイングセール）により、最高速度が時速80キロを超えるようになっている。

## ウェーブ・ピアーサー
21世紀初頭現在では、下部船体の形状をさらに前後に細長くすることで造波抵抗を最小限にする「ウェーブ・ピアーサー」型の高速船がいくつも就航している。1万総トン以上の大型高速船の「ナッチャンRera」では排水量型の船体でありながら36ノットもの高速航行が可能である。

## 三胴船
さらに、中央の主船体と両脇の副船体の3つの船体をデッキで繋いだトリマランや三胴船と呼ばれる船型もあり、やはり高速航行に適した形状として少数の船が作られている。

## 小水線面積双胴船
詳細は「en:Small-waterplane-area twin hull」を参照
小水線面積双胴船(SWATH)または半没水型双胴船とは造波抵抗の要因となる喫水線付近が絞り込まれている船体である。海洋調査船や音響測定艦等に使用される。構造上喫水面が絞り込まれているので搭載できる機関の大きさや配置が制限される。従来の双胴船よりも喫水線が深くなる。波浪が高い場合や高速での航行時の安定性が高い。構造的には2隻の並行して配置された潜水艦の上に船体が載っているような、あるいは幅広の単胴船の船底部中央を大きくえぐって喫水面上に空洞を設けた状態である。1880年代にアメリカでその概念が発表され、1938年にカナダ人のFrederick G. Creedによって発明、1946年にイギリスで特許が取得された。1960年代から70年代に海洋調査船や潜水艦救難艦に使用された。
日本においては日本舶用機器開発協会（現・日本舶用工業会）が、1969年建造のオランダの海洋開発支援船・デュープラス、及び1973年建造のアメリカ海軍の海洋調査実験支援船・カイマリノに注目し、日本船舶振興会の支援の下で半没水型双胴船型の開発を進め、1952年に実験船「マリンエース」が完成した。マリンエースの建造にあたった三井造船ではその後、より大型のSWATH船であるめいさ80、海洋科学技術センター（現・海洋研究開発機構）の海中作業実験船・海洋調査船のかいよう、海上自衛隊のひびき型音響測定艦などが建造されている。
両頭型双胴船とは推進器が船体の前後にそれぞれ備えられた双胴船で渡し舟等に使用される。構造上頻繁に同じ区間を往復し、前後の乗り入れ口から乗降する。

## 双胴船の例
- 手漕ぎ舟・帆船
  - ポリネシア原住民のカタマラン
    - ハワイイロア
    - ホクレア
- 低速機械船
  - 芦ノ湖遊覧船（伊豆箱根鉄道船舶部門）あしのこ丸、はこね丸、十国丸
  - 中禅寺湖機船
  - かいよう ディーゼル・エレクトリック方式の推進器を備える海洋調査船
  - ひびき型音響測定艦
  - シティ・キャット ブリスベン市営フェリー
  - 海洋環境整備船
- 高速船
  - キャットリンク5
  - カタロニア
  - ホバースピード・グレートブリテン
  - ナッチャンRera/ナッチャンWorld
  - Lomprayah
  - サンオリーブシー（旧名「とらいでんと」）
  - オーシャンアロー
  - はやぶさ
  - HSV-X1 ジョイントベンチャー
  - HSV-X2 スウィフト
  - TurboJET
  - シーバード
- 艦艇
  - ソホ級フリゲート（北朝鮮海軍）（推測）
  - PACSCAT型LCU
  - L-CAT（en）（フランス海軍）
  - 玉北型揚陸艦（中国海軍）
  - 紅稗型ミサイル艇（中国海軍）
  - スピアヘッド級遠征高速輸送艦（アメリカ海軍）
  - マカール級測量艦（en:Makar-class survey catamaran、インド）
  - 沱江級コルベット (台湾海軍)

## 関連項目

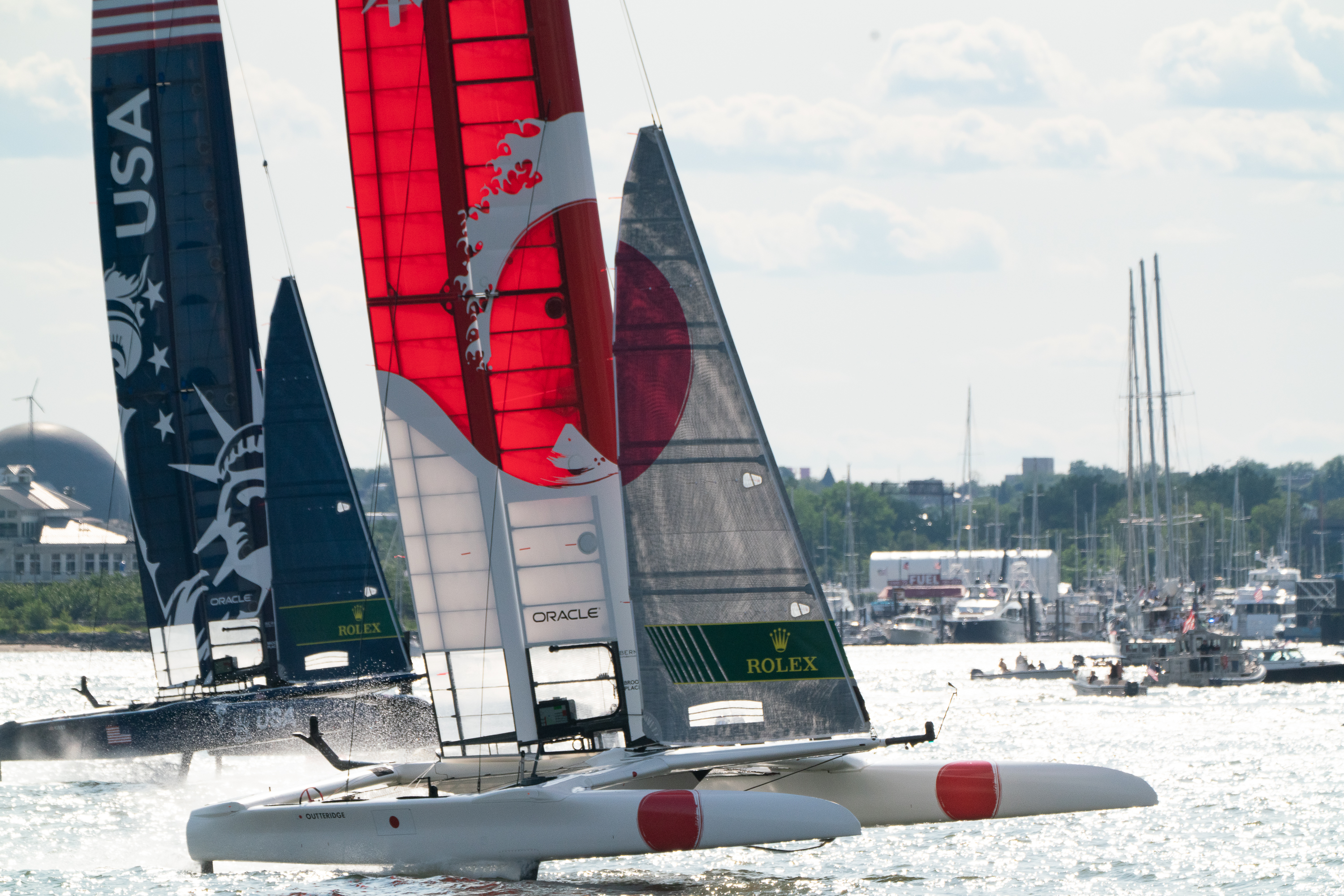
SailGPで使用される「F50」ヨット